# Primaire du Parti démocrate (Italie) de 2007
Une primaire du Parti démocrate a lieu en Italie le 14 octobre 2007 afin de désigner le nouveau secrétaire de ce parti politique. Walter Veltroni remporte la primaire avec 75,82 % des voix.

## Candidats
| Photo | Nom | Nom                     | Carrière |
| ----- | --- | ----------------------- | --- |
|       |     | Walter Veltroni (1955-) | - Maire de Rome (depuis 2001) - Secrétaire des Démocrates de gauche (1998-2001) - Vice-président du Conseil des ministres (1996-1998) - Ministre pour les Biens et Activités culturels (1996-1998)                                      |
|       |     | Rosy Bindi (1951-)      | - Ministre pour les Politiques familiales (depuis 2006) - Ministre de la Santé (1996-2000) - Députée européenne (1989-1994) |
|       |     | Enrico Letta (1966-)    | - Secrétaire d'État à la présidence du Conseil des ministres (depuis 2006) - Député européen (2004-2006) - Ministre de l'Industrie, du Commerce et de l'Artisanat (1999-2001) - Ministre pour les Politiques communautaires (1998-1999) |

## Résultats
| Candidats                                   | Candidats              | Total     | Total | Total    | Listes                                                                | Listes    | Listes | Listes   |
| Candidats                                   | Candidats              | Voix      | %     | Délégués | Nom                                                                   | Voix      | %      | Délégués |
| ------------------------------------------- | ---------------------- | --------- | ----- | -------- | --------------------------------------------------------------------- | --------- | ------ | -------- |
|                                             | Walter Veltroni        | 2 694 721 | 75,82 | 2 322    | Democratici con Veltroni                                              | 1 553 946 | 43,72  | 1 493    |
| Con Veltroni. Ambiente, innovazione, lavoro | Walter Veltroni        | 2 694 721 | 75,82 | 2 322    | 286 811                                                               | 8,07      | 172    |          |
| A Sinistra con Veltroni                     | Walter Veltroni        | 2 694 721 | 75,82 | 2 322    | 272 111                                                               | 7,66      | 226    |          |
| Autres listes                               | Walter Veltroni        | 2 694 721 | 75,82 | 2 322    | 581 853                                                               | 16,37     | 430    |          |
|                                             | Rosy Bindi             | 459 398   | 12,93 | 312      | Con Rosy Bindi. Democratici, davvero                                  | 459 398   | 12,93  | 312      |
|                                             | Enrico Letta           | 391 775   | 11,02 | 220      | I democratici per Enrico Letta                                        | 391 775   | 11,02  | 220      |
|                                             | Mario Adinolfi         | 5 924     | 0,17  | 0        | Generazione U                                                         | 5 924     | 0,17   | 0        |
|                                             | Pier Giorgio Gawronski | 2 351     | 0,07  | 0        | Gawronski. Il coraggio di cambiare and Noi per il Partito Democratico | 2 351     | 0,08   | 0        |
|                                             |                        |           |       |          |                                                                       |           |        |          |
| Total                                       | Total                  | 3 554 169 | 100   | 2 854    | Total                                                                 | 3 554 169 | 100    | 2 854    |